# مدينة العلوم (تونس)
مدينة العلوم هي مؤسسة تونسية بعثت في أبريل/أفريل/نيسان 1992 بهدف نشر الثقافة العلمية بين كافة الفئات الاجتماعية من تلاميذ وطلبة، وأطفال وشباب
وعائلات.

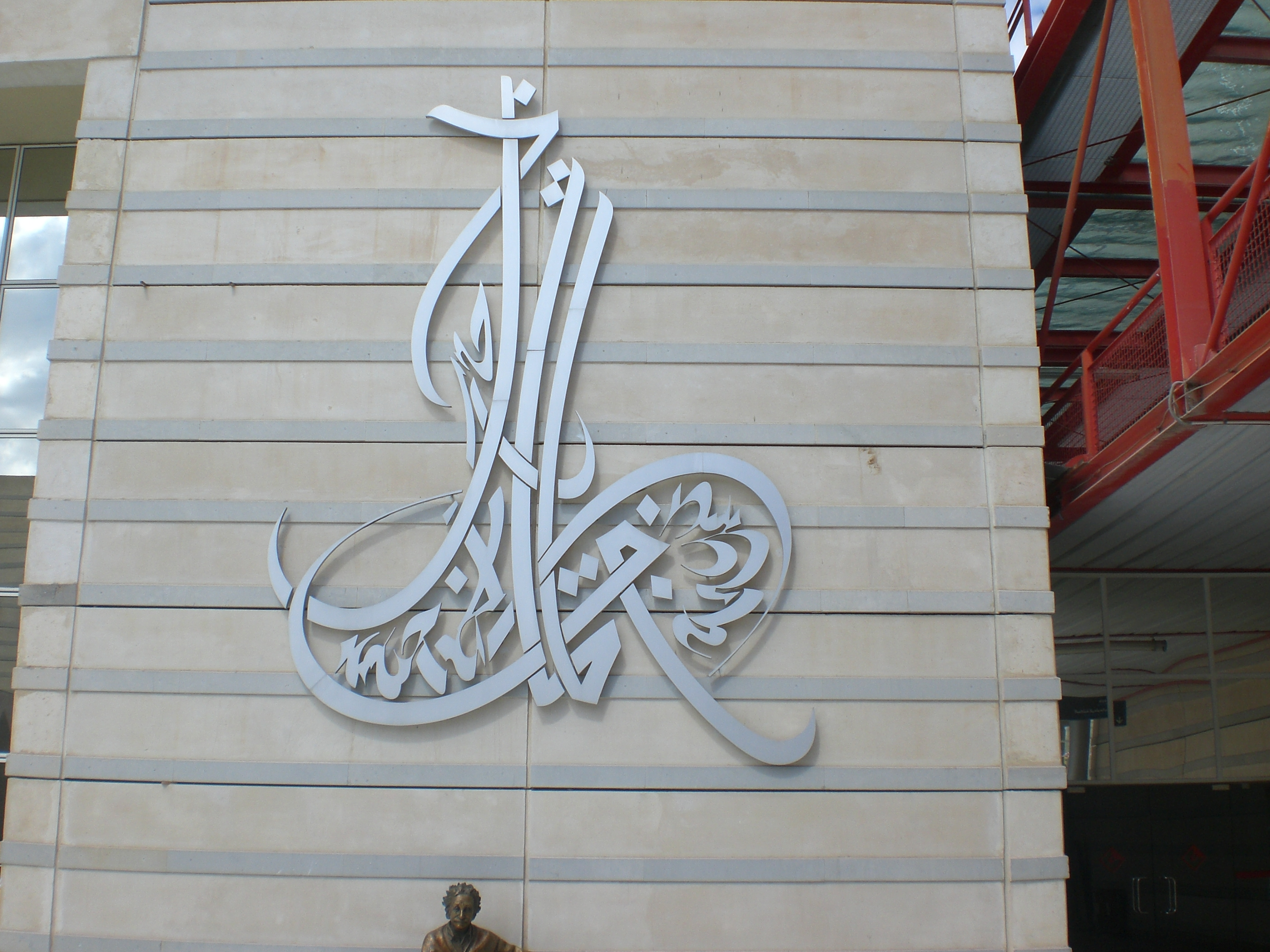
مدينة العلوم بتونس

- يتمثل النشاط الأساسي لمدينة العلوم في تنظيم معارض علمية قارة وأخرى مؤقتة وثالثة متنقلة داخل البلاد.
- كما تنشر مجلة متخصصة تسمى المدار، وتصدر نشرية إخبارية تسمى أصداء المدينة
- وتتوفر المدينة على مكتبة معلوماتية موجهة للأطفال والكهول بها أكثر من 200 مقعد.

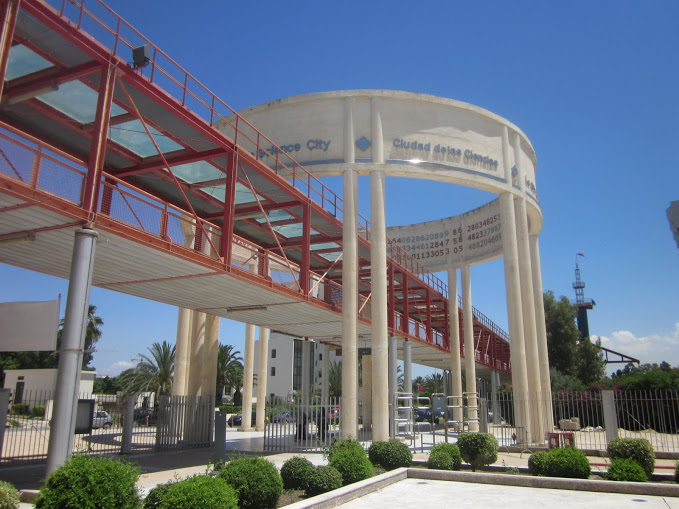
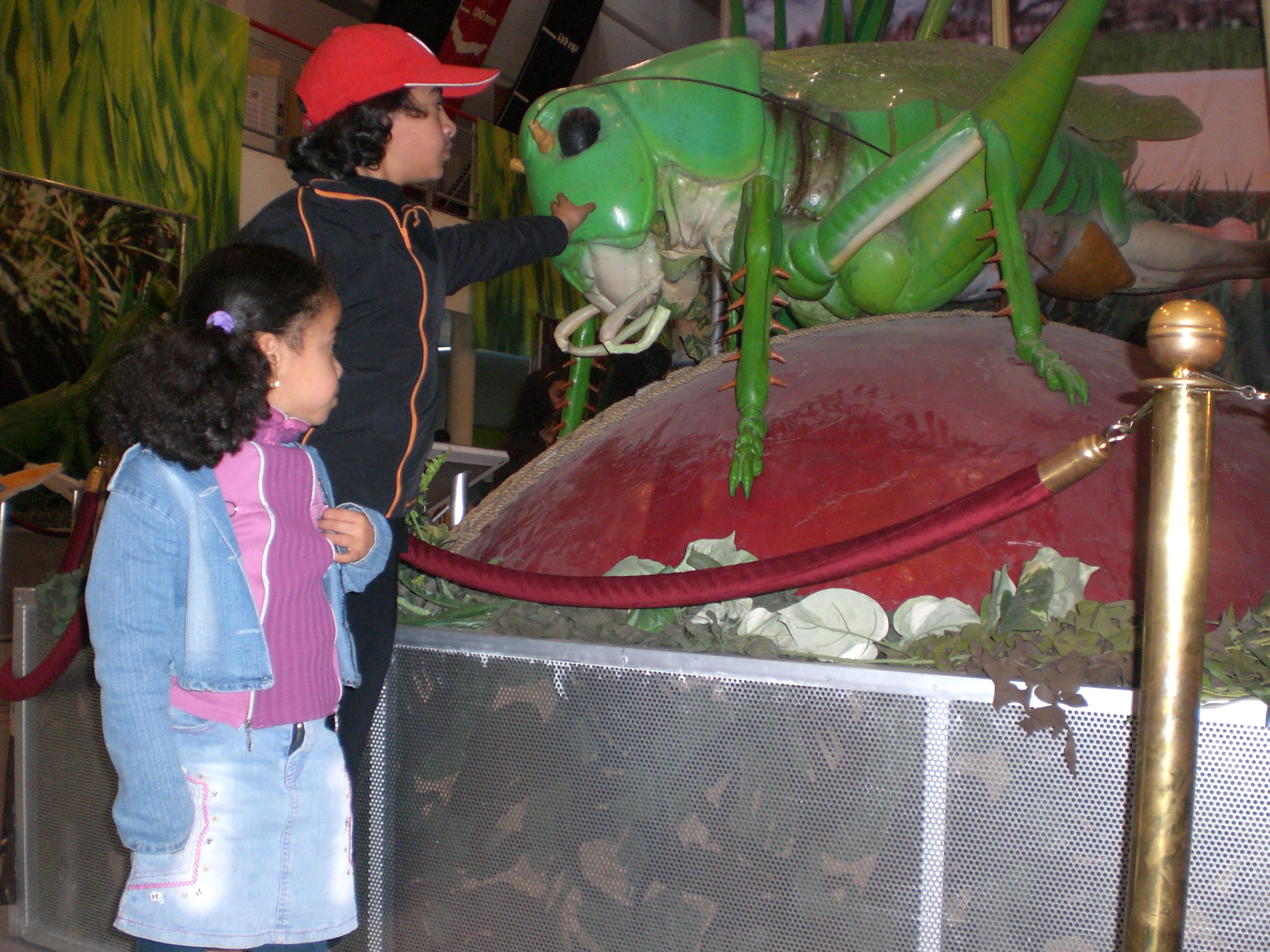
معرض الحشرات العملاقة(الجرادة) بمدينة العلوم-2008
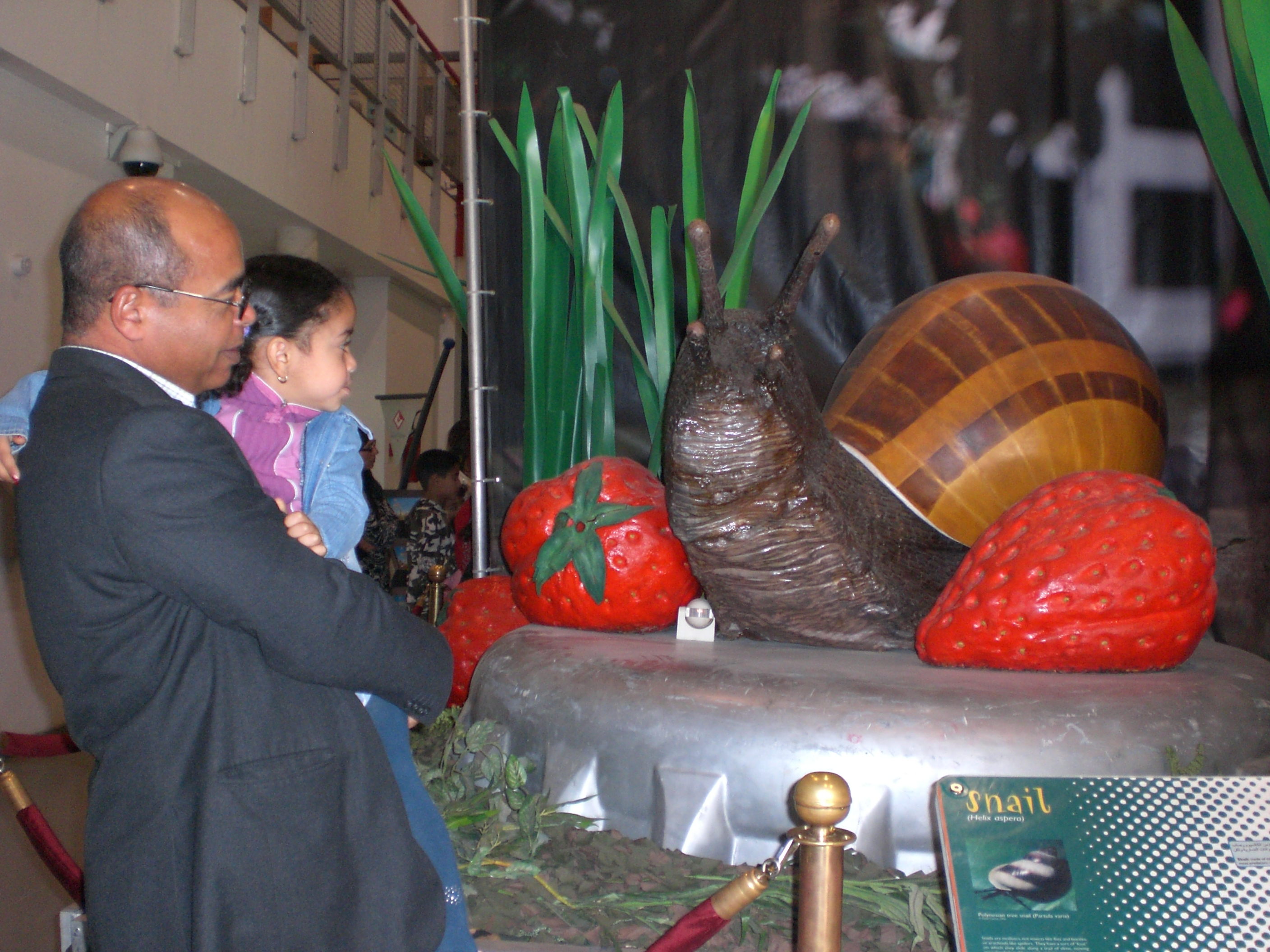
معرض الحشرات العملاقة (الحلزون) بمدينة العلوم- 2008

## وصلة خارجية
- (بالفرنسية)(بالإنجليزية)(بالعربية) مدينة العلوم (تونس)